# Henry Carpenter (cónego)
Henry Carpenter DD (1606-1662) foi um cónego de Windsor por um curto período em 1662.

## Carreira
Ele foi educado no Exeter College, Oxford, onde formou-se BA em 1624 e DD em 1662.
Ele foi nomeado:
- Vigário da Igreja da Santíssima Trindade, Coventry 1633 - 1636
- Reitor de Greatford, Lincolnshire 1635 - 1636
- Vigário de Steeple Ashton, Wiltshire 1636 - 1660
- Reitor de Hilperton, Wiltshire 1638 - 1662
- Capelão do Presidente da Câmara dos Comuns 1660
- Prebendário de Yetminster na Catedral de Salisbury, 1660
- Reitor da Igreja de São Dionis, Londres 1661 - 1662
- Reitor de Stapleford Tawney, Essex 1661 - 1662

Ele foi nomeado para a sétima bancada na Capela de São Jorge, Castelo de Windsor, em 1662.